# Anatolij Fjodorovics Krutyikov
Anatolij Fjodorovics Krutyikov (oroszul: Анатолий Фёдорович Крутиков; Moszkvai terület, 1933. szeptember 21. – 2019. november 8.) Európa-bajnok orosz labdarúgó, edző.
A szovjet válogatott tagjaként részt vett az 1960-as Európa-bajnokságon.

## Sikerei, díjai
CSZKA Moszkva
- Szovjet kupa (1): 1955

Szpartak Moszkva
- Szovjet bajnok (2): 1962, 1969
- Szovjet kupa (2): 1963, 1965

Szovjetunió
- Európa-bajnok (1): 1960